# Das Geheimnis der falschen Braut
Das Geheimnis der falschen Braut (Originaltitel: La sirène du Mississipi) ist ein französischer Liebesfilm von François Truffaut aus dem Jahr 1969 mit Catherine Deneuve und Jean-Paul Belmondo in den Hauptrollen. Das Drehbuch verfasste Truffaut nach dem Roman Waltz into Darkness von Cornell Woolrich, der unter dem Pseudonym „William Irish“ geschrieben hat.

## Handlung
Über eine Heiratsannonce lernen sich der Zigarettenfabrikant Louis Mahé, der auf der Insel Réunion lebt, und Julie Roussel kennen. Mahé kennt Julie nur aus Briefen und von einem Foto, das sie ihm geschickt hat, als sie mit dem Überseedampfer Mississipi im Hafen eintrifft. Louis Mahé ist verwundert, aber hocherfreut, als er sieht, dass die Frau, die er heiraten will, viel schöner ist als erwartet. Das falsche Foto erklärt sie damit, dass sie aus Bescheidenheit ein Foto einer Freundin geschickt habe.
Louis und die angebliche Julie heiraten. Louis liebt seine Frau so sehr, dass er alle aufkommenden Verdachtsmomente beiseite wischt, bis die angebliche Julie mit seinem gesamten Geld verschwindet. Seine vermeintliche Schwägerin – die Schwester der echten Julie – klärt ihn darüber auf, dass die Frau, die er geheiratet hat, nicht Julie ist. Diese ist spurlos verschwunden. Er beauftragt den Detektiv Comolli, die falsche Braut zu finden. Er selbst möchte sich erholen und fliegt an die Riviera, erleidet aber im Flugzeug einen Zusammenbruch und landet in einer Klinik in Nizza. Dort findet Louis die falsche Julie: Er sieht sie in einer Fernsehreportage über das Nachtleben an der Riviera und kann ihre Adresse in Erfahrung bringen. Er kauft einen Revolver und schleicht sich in ihr Hotelzimmer, um sie umzubringen. Sie gesteht ihm, dass sie Marion Vergano heißt, und erzählt, dass ihr Begleiter Richard Julie Roussel auf der Überfahrt von Bord gestoßen und sie deren Identität angenommen habe. Louis kann seinen Mordplan nicht durchführen. Er verliebt sich aufs Neue in sie, sie mieten ein Ferienhaus bei Aix-en-Provence und verprassen sein letztes Geld – das gestohlene habe Richard mitgenommen.
Unerwartet taucht Comolli auf und will Marion der Polizei ausliefern. Louis tötet ihn, da er weiter mit ihr zusammen sein will, und vergräbt die Leiche im Keller des Hauses. Sie fahren nach Lyon, doch da ihnen das Geld auszugehen droht, reist Louis von dort nach Réunion und verkauft die Anteile an seiner Tabakfabrik. Kurz nachdem er mit dem Geld zurück ist, lesen sie in der Zeitung, dass die Leiche des Detektivs gefunden wurde und die Polizei nach ihnen sucht. Sie fliehen daraufhin in die Alpen, müssen aber das Geld zurücklassen. Als Louis bemerkt, dass Marion ihn langsam zu vergiften versucht, akzeptiert er es und sagt es ihr ins Gesicht, worauf beide feststellen müssen, dass sie einander lieben. Sie wollen einen dritten Anlauf wagen. Ob sie es schaffen, bleibt offen.

## Hintergrund
Der Film, der Jean Renoir gewidmet ist, ist stark an Hitchcock-Filme angelehnt und verwendet Motive aus mehreren seiner Klassiker, unter anderem Vertigo, Marnie und Verdacht. Truffaut räumte ein: „Ich will den Hitchcock-Verächtern gegenüber gern zugeben, dass seine Filme Comicstrips ähneln, aber Comicstrips sind ideal und großartig.“
2001 wurde Waltz into Darkness unter dem Titel Original Sin erneut verfilmt.
Der Film kam am 19. Dezember 1969 in die deutschen Kinos und war am 27. April 1974 erstmals im deutschen Fernsehen bei der ARD zu sehen.

## Kritik
Der film-dienst schreibt: „Ein hervorragend gespieltes, mit doppelbödiger Ironie inszeniertes Drama, das nie als ‚Wirklichkeit‘ verstanden werden will, vielmehr als Spiel mit Chiffren und Zeichen.“ Der Evangelische Filmbeobachter urteilte: „Truffauts in vielen Einzelheiten poetischer Film wird insgesamt erdrückt von der ihm zugrunde liegenden schrecklichen Hintertreppengeschichte.“

Irritiert reagierte Frieda Grafe, als sie im Januar 1970 zum deutschen Kinostart des Films schrieb: La sirène du Mississipi „erscheint so ungebrochen epigonal, so unglaublich glatt, so reduziert auf die bloße bunte Oberfläche, dass man sich unentwegt sagt, es muss noch etwas dahinter stecken.“ Das Spiel von Jean-Paul Belmondo bezeichnete sie als „pomadig“. Man solle sich den Film aber „unbedingt anschauen“, auch wenn man eventuell nur zu der „Gewissheit“ gelange, „dass es den Truffaut nicht mehr gibt, den man früher liebte“.

## Synchronisation
| Rolle                          | Darsteller         | Synchronsprecher      |
| ------------------------------ | ------------------ | --------------------- |
| Louis Mahé                     | Jean-Paul Belmondo | Peer Schmidt          |
| Julie Roussel / Marion Vergano | Catherine Deneuve  | Helga Trümper         |
| Comolli                        | Michel Bouquet     | Gerd Martienzen       |
| Berthe Roussel                 | Nelly Borgeaud     | Eva Katharina Schultz |
| Erzähler                       |                    | Randolf Kronberg      |